# 葛雷格瑞·溫斯頓·史雷頓
葛雷格瑞·溫斯頓·史雷頓（Gregory W. Slayton）是位美國籍的作家、外交官、商界人士和慈善人士；偶爾於達特茅斯學院
、哈佛、史丹福授課，並於中國北京對外經濟貿易大學商學院教授領導能力的研究。
早年在矽谷的工作成果為哈佛商學院整理成個案研究的基礎；曾受美國總統小布希、歐巴馬命為美國駐百慕達大使。
自2012年起，完成著作－《我是好爸爸》（Be A Better Dad Today）後，開始宣揚當個「好爸爸運動」的理念。

## 外部連結
- 美國駐百慕達外交使團官方網站
- 時代雜誌封面（1999年9月27日） （页面存档备份，存于）
- 美國百慕達學會 （页面存档备份，存于）